# Sit trójłuskowy
Sit trójłuskowy (Juncus triglumis L.) – gatunek rośliny z rośliny sitowatych.

## Zasięg występowania
Jest szeroko rozprzestrzeniony na półkuli północnej. Swoim zasięgiem obejmuje rozległe przestrzenie Azji bez części południowej i południowo-wschodniej, Europy bez krańców południowych i Ameryki Północnej. W Polsce występuje wyłącznie w Tatrach. Podany został tutaj z kilku stanowisk: Czarny Staw pod Rysami, Dolina Litworowa, Dolina Małej Łąki, Hruby Regiel, Kasprowy Wierch, Mała Świstówka, Staników Żleb, Upłaziańska Kopa, Karczma.

## Morfologia

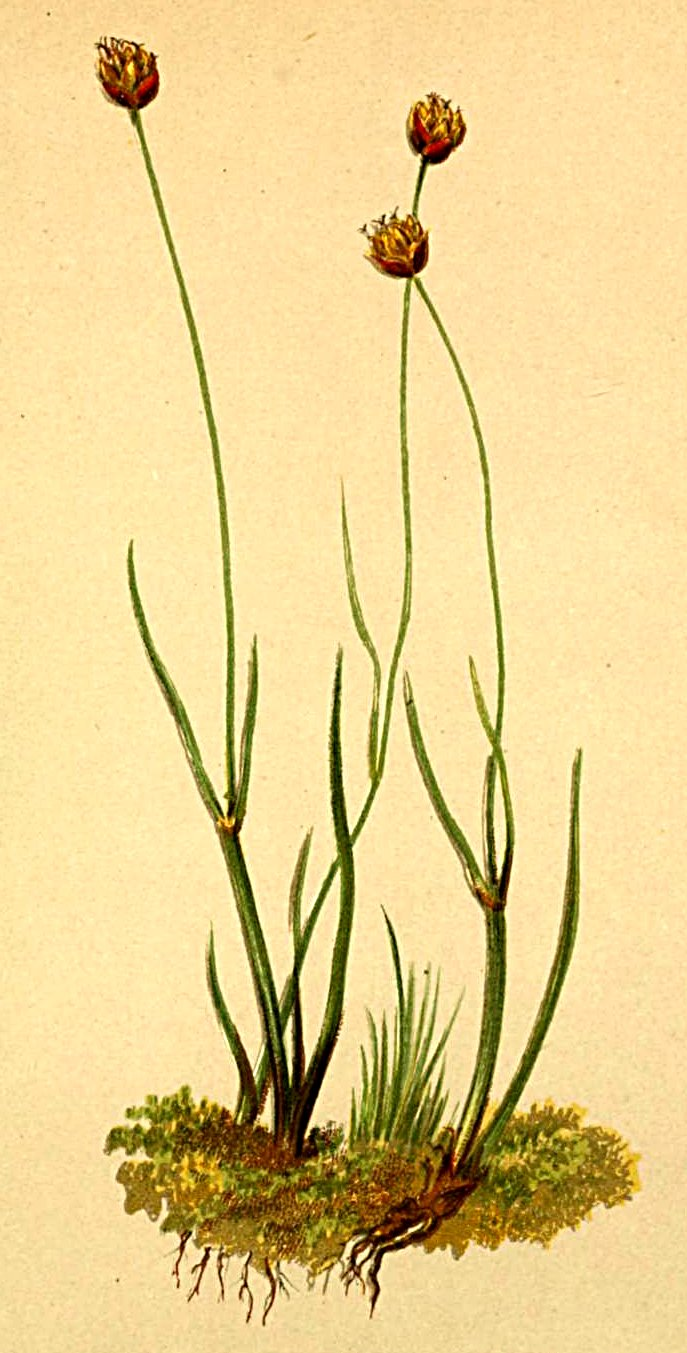
Morfologia

ŁodygaDo 15 cm wysokości, dołem ulistniona, pusta i gładka. Pod ziemią krótkie kłącze.
LiścieKrótsze od łodygi, w dole rynienkowate, wyżej obłe. Pochwy liściowe czerwonobrunatne, z dwoma uszkami.
KwiatyZebrane po 3-4 w szczytowe główki. Działki okwiatu jasnobrązowe, lancetowate, tępe, z ciemnym wierzchołkiem, długości ok. 4 mm. Podsadka łuskowata, brunatna, krótsza od główki, szerokolancetowata.
OwocTorebka dwa razy dłuższa od działek.

## Biologia i ekologia
Bylina, hemikryptofit. Kwitnie pod koniec czerwca, nasiona dojrzewają w lipcu-sierpniu. Rośnie na halach, upłazach, w miejscach otwartych. Występuje zarówno na podłożu wapiennym, jak i bezwapiennym. Liczba chromosomów = ok. 120, ok. 130.
Oprócz typowej formy gatunku opisano podgatunek Juncus triglumis subsp. albescens (Lange) Hulté. Występuje na Dalekim Wschodzie Rosji i w Ameryce Północnej:

## Zagrożenia i ochrona
Kategorie zagrożenia:
- Kategoria zagrożenia w Polsce według Czerwonej listy roślin i grzybów Polski (2006)[10]: R (rzadki); 2016: CR (krytycznie zagrożony)[11].
- Kategoria zagrożenia w Polsce według Polskiej czerwonej księgi roślin (2001): EN (endangered, zagrożony); 2014: CR (krytycznie zagrożony)[12].

Wszystkie stanowiska tej rośliny w Polsce znajdują się na chronionym obszarze Tatrzańskiego Parku Narodowego, jednak nie wystarcza to do uchronienia wszystkich stanowisk. Stanowisko nad Czarnym Stawem jest rozdeptywane przez turystów, a w Dolinie Małej Łąki niszczone podczas zrywki drzewa.